# Miquel Soler i València
|  | Aquest article tracta sobre el futbolista nascut l'any 1930. Vegeu-ne altres significats a «Miquel Soler». |

Miquel Soler i València   (Badalona, 14 de setembre de 1930 - Calella, 8 d'agost de 2002) fou un futbolista català de la dècada de 1950.

## Trajectòria
Començà a seva carrera al Cros de Badalona, passant a continuació al CE Sant Celoni. L'any 1950 s'incorporà a la disciplina del RCD Espanyol, club on romangué durant vuit temporades, fins a 1958, en les quals fou majoritàriament suplent per darrere de grans porters com Josep Trias, Marcel Domingo i posteriorment Josep Vicente Train.
Va debutar a Primera el 10 de setembre de 1950 a l'estadi Santiago Bernabéu amb una derrota per 6 a 2. La seva millor temporada fou la 1955-56, en la qual disputà 20 partits de lliga. Jugà una temporada cedit a la UE Sant Andreu. La temporada 1957-58 va patir una greu lesió que el deixà fora dels terrenys de joc força temps. Amb l'Espanyol va jugar un total de 74 partits de lliga i 9 de copa.
El 6 de juliol de 1958 fou objecte d'un homenatge per part del CF Badalona, en el qual un combinat de l'Espanyol i del FC Barcelona es va enfrontar a una selecció catalana. Finalment, se li concedí la baixa l'any 1958, i marxà a jugar una temporada al Real Jaén a Segona Divisió, i la següent retornà a casa fitxant pel CF Badalona.